# Zuzana Stivínová
Zuzana Stivínová (Praga, 24 luglio 1973) è un'attrice ceca.

## Biografia
Attrice e doppiatrice, attiva in teatro oltre che al cinema e in televisione, è nata e cresciuta in un ambiente artistico: figlia del flautista Jiří Stivín, sua nonna è l'attrice Eva Svobodová.
Artista poliedrica, ha sempre spaziato dalla musica alla recitazione: ha studiato violoncello al Conservatorio di Praga e si è esibita in un numerosi teatri della capitale ceca (Teatro Semafor, Teatro Realistico, Teatro Na Zábradlí, Teatro Celetná) e al Teatro Nazionale di Praga, sia come musicista che come cantante. Nel 1995 ha vinto il premio come miglior talento dell'anno.
Al cinema ha interpretato la pittrice Toyen nel film biografico del 2006. È stata candidata al Leone Ceco nel 2000 come Miglior attrice non protagonista per il ruolo di Jana nel film Andel Exit e nel 2003 come Miglior attrice per il ruolo principale della pianista Eva nella pellicola Neverné hry , pellicola per la quale ha anche imparato a suonare il pianoforte.

## Filmografia parziale

### Cinema
- Komu splouchá na maják - miniserie TV (1992)
- Marie Ruzicka - miniserie TV (1994)
- Andel Exit, regia di Vladimír Michálek (2000)
- Neverné hry, regia di Michaela Pavlátová (2003)
- Záchranári - serie TV (2005)
- Toyen, regia di Jan Nemec (2006)
- Jiná láska, regia di Martin Dolenský (2008)
- Ztracená brána - serie TV (2012)
- Pustina - miniserie TV (2016)
- Monstrum, regia di Viktor Polesný - film TV (2017)
- Maria Teresa - miniserie TV (2017)
- Vedlejsi produkt – miniserie TV, 3 puntate (2024)
- Spaceman (2024)
- Oktopus – serie TV, 11 episodi (2023)
- Její telo (2023)
- Zakliata jaskyna (2022)
- Vojtech Kotek in Guru – miniserie TV, 3 puntate (2022)

## Doppiatrici
Nelle versioni italiane dei suoi lavori, l'attrice è stata doppiata da:
- Anna Cesareni in Maria Teresa